# Thrand Bjarnasson
Thrand Bjarnasson (nórdico antiguo: Þrándur Björnsson; apodado «el rápido navegante», n. 795) fue un caudillo vikingo de Noruega, hijo de Bjarni el Gauta y Helga Erlingsdatter (n. 775), medio hermano de Eyvind del Este. La saga de Grettir cita que Thrand pertenecía a un grupo de vikingos que devastaban las costas de Irlanda, Hébridas y Escocia liderados por Onund Pie de Árbol, a quien en un principio Eyvind no tenía mucha simpatía por sus incursiones en las islas de Barra en las Hébridas. Thrand tuvo que intervenir para evitar un enfrentamiento entre Eyvind y Onund tras el fiasco en la batalla de Hafrsfjord (donde Thrand también participó), y verse forzados a refugiarse en las Islas del Norte. Fue el mismo Thrand quien le asignó el apodo «pie de árbol» a Onund, y decía que incluso con una pierna de madera era mucho más ágil que muchos otros vikingos.
Las sagas mencionan una hija, Helga Þrándardóttir (n. 880), que casó con Þormóður Ólafsson.